# NGC 336
NGC 336 este o galaxie spirală, posibil neregulată, situată în constelația Balena. A fost descoperită în 31 octombrie 1885 de către Francis Leavenworth.

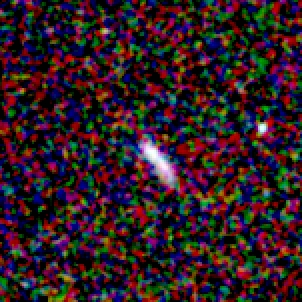
NGC 336 (2MASS)